# 第43通信大隊 (フランス軍)
第43通信大隊（だい43つうしんだいたい、フランス語: 43e bataillon de Transmissions：43e BT）は、ロワレ県オルレアンに駐屯する、EVAT隷下のフランス陸軍の通信大隊である。
兵種は通信、伝統的区分も通信である。

## 沿革
- 2002年：通信技術支援部隊の後継として編成される。

## 最新の部隊編成
- 大隊本部
- 管理支援隊

## 大隊の任務
大隊は、各種通信機器を用いて通信ネットワークの維持管理及び各種データ処理と管理を行い、陸軍の通信全般の円滑な運用に寄与する。

## 主要装備
- GIAT BM92-G1
- FA-MAS
- P4
- TRM 2000
- TRM 4000